# 周建华 (1959年)
周建华（1959年9月—），安徽临泉人，中华人民共和国教育工作者，曾任阜阳师范学院党委书记。

## 生平
1984年本科毕业于安徽师范大学，同年分配至阜阳师范学院工作。历任阜阳师范学院政教系党总支书记，阜阳师范学院学生工作部部长，阜阳师范学院学生处处长，阜阳师范学院毕业生就业指导中心主任等职。2007年8月，任阜阳师范学院党委委员、副院长。2013年7月，任阜阳师范学院党委书记。2019年3月，因年龄原因不再担任阜阳师范学院党委委员、书记职务。
主要从事高校党建与思想政治教育研究工作，主持安徽省哲学社会科学规划项目等课题多项，教学成果《地方高校思想政治理论课课程体系整体优化的研究与实践》曾获2010年安徽省教学成果二等奖。